# Reinhard Hübner (Historiker)
Reinhard Hübner (* 5. September 1902 in Bonn; † 4. August 1989) war ein deutscher Historiker und evangelischer Pfarrer.
Der Sohn des Universitätsprofessors und Juristen Rudolf Hübner besuchte Gymnasien in Rostock, Gießen, Halle a. d. Saale und Frankfurt am Main bis zum Abitur 1922. Ab Dezember 1919 besuchte er zeitweilig das Landerziehungsheim in Bieberstein. Dann studierte er vorwiegend Geschichte und Philosophie u. a. in Freiburg (Br.), München, Berlin bis zur Promotion 1926 an der Universität Rostock über Friedrich Julius Stahl und den Protestantismus. 1928 bis 1930 unterrichtete er als Lehrer in Schloss Bieberstein. Dann war er zwei Jahre lang Referent bei einer volkswirtschaftlichen Beratungsstelle in Kiel, bis er aus Spargründen entlassen wurde. Anschließend hatte er Lehraufträge an der Deutschen Hochschule für Politik in Berlin und bei einer Polizei-Berufsschule. Er beantragte am 8. Oktober 1937 die Aufnahme in die NSDAP und wurde rückwirkend zum 1. Mai desselben Jahres aufgenommen (Mitgliedsnummer 5.280.123). Er war auch Mitglied der SA. Ab Oktober 1935 lehrte er als Dozent Geschichte und ihre Methodik an der Hochschule für Lehrerbildung Cottbus bis zur kriegsbedingten Schließung 1939, worauf er an die HfL Frankfurt an der Oder abgeordnet wurde. Im Sommer 1941 wurde er eingezogen und diente in Frankreich bei einer Fleischerei-Kompanie. Ab 1941 lehrte er an der Lehrerbildungsanstalt Cottbus und später im schlesischen Liebenthal. Ab Januar 1943 diente er wieder im Heer in Italien, bis er in amerikanische Kriegsgefangenschaft geriet, aus der er Ende 1945 entlassen wurde.
Ab 1947 war er Pfarrhelfer in Eisenstadt bei Gera, bis er in die britische Besatzungszone zog. In Oldenburg legte er das theologische Examen ab und wurde 1949 zum Geistlichen ordiniert. In Wilhelmshaven wurde er Studentenpfarrer an der Hochschule für Arbeit, Politik und Wirtschaft (wo u. a. Wolfgang Abendroth und der NS-Jurist Ernst Rudolf Huber lehrten), nebenbei auch Gemeindepfarrer in Ostfriesland. Ab 1955 bis 1968 war er Gemeindepfarrer in Hohenkirchen bei Jever und ab 1963 Mitglied der Synode in Oldenburg. Im Ruhestand wurde er Klosteramtmann in Neuenwalde (Geestland) bei Bremerhaven.
Nach seinem Tode am 4. August 1989 wurde er neben seiner Ehefrau Antonie Hübner, geb. von Cleve (* 2. Dezember 1901; † 15. März 1986) auf dem Neuenwalder Friedhof bestattet.

## Schriften
- Friedrich Julius Stahl und der Protestantismus, Knorr 1928 [=Dissertation Rostock 1926].
- Albrecht von Roon. Preußens Heer im Kampf um das Reich, Hanseatische Verlagsanstalt, Hamburg 1933.
- Roon. Glaube und Soldatentum, Wichern, Berlin 1940.
- Die Berliner Universitätsjubiläen 1960 und 1910. Ein Beitrag zur Geschichte der deutschen Universitäten im 19. Jahrhundert. In: Siegfried Wendt: Gesellschaft in Geschichte und Gegenwart: Festschrift für Friedrich Lenz. Berlin 1961.